# 벤조피렌

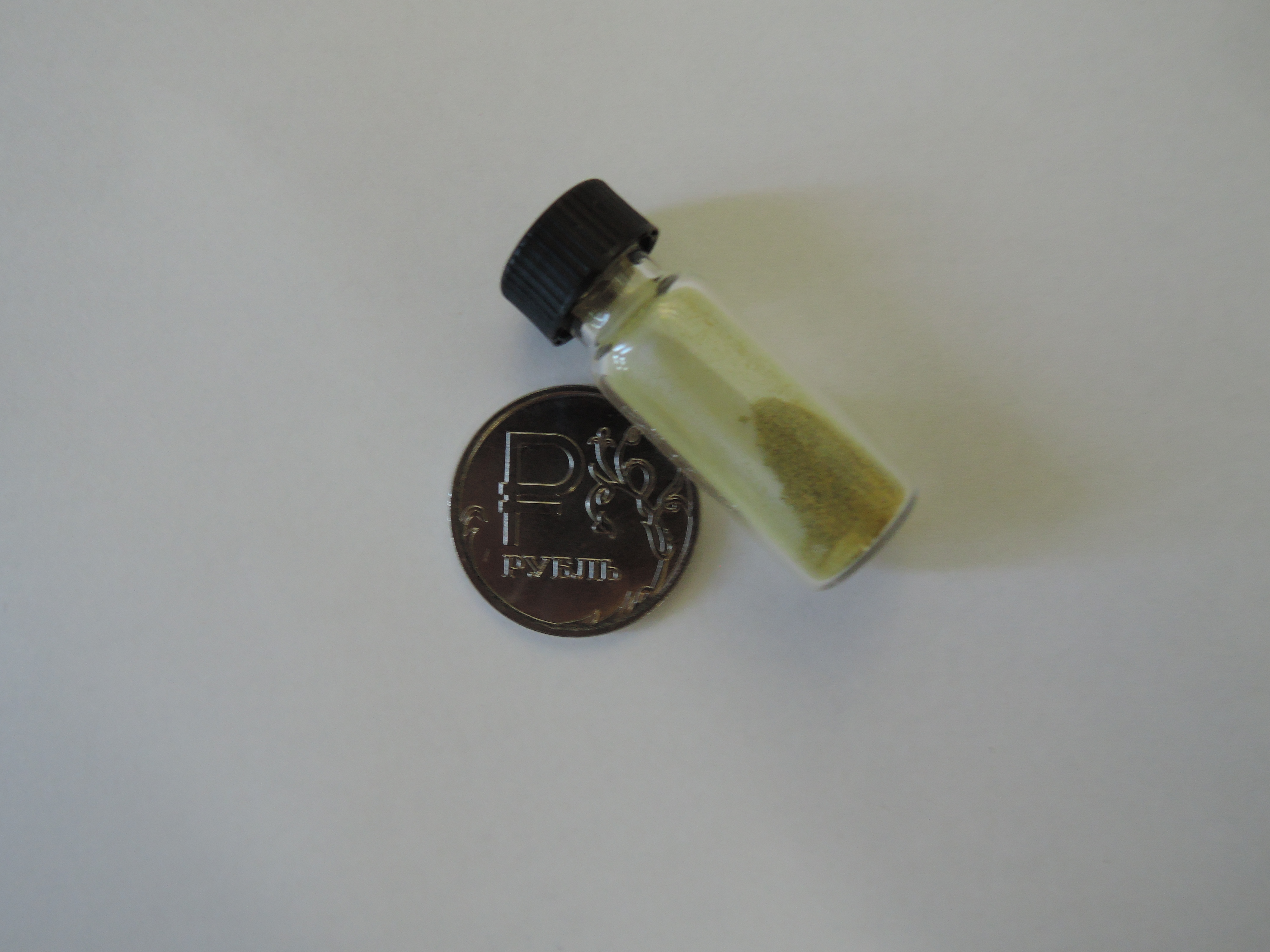
순도 98% 이상의 벤조피렌, 러시아 루블을 기준으로 측정

벤조피렌(Benzopyrene)은 화학식 C20H12를 갖는 유기 화합물이다. 구조적으로, 벤조피렌의 무색 이성질체는 오환식 탄화수소이며 파이렌과 페닐렌기의 융합 생성물이다. 벤조피렌의 두 가지 이성질체 종은 벤조(a)피렌과 덜 흔한 벤조(e)피렌이다. 이들은 화학적으로 여러 고리 방향족 탄화수소에 속한다.

## 개요
관련 화합물로는 시클로펜타피렌, 디벤조피렌, 인데노피렌, 나프토피렌이 있다. 벤조피렌은 피치의 성분이며 피센, 벤조플루오란텐, 페릴렌과 같은 다른 관련 오환식 방향족 종과 함께 발생한다. 벤조피렌은 산불과 화산 폭발로 인해 자연적으로 방출되며, 콜타르, 담배 연기, 나무 연기, 커피와 같은 탄 음식에서도 발견될 수 있다. 뜨거운 숯불에 기름이 떨어져 발생하는 연기에는 벤조피렌이 풍부하게 함유되어 있으며, 이는 구운 음식에 응축될 수 있다.
벤조피렌은 발암성 및 돌연변이성 대사산물(예: 벤조(a)피렌에서 생성되는 (+)-벤조(a)피렌-7,8-디하이드로디올-9,10-에폭사이드)을 형성하여 DNA에 삽입되어 전사를 방해하기 때문에 유해하다. 벤조피렌은 오염물질이자 발암물질로 간주된다. 벤조(a)피렌 관련 DNA 변형의 작용 기전은 광범위하게 연구되었으며, 시토크롬 P450 아형 1A1(CYP1A1)의 활성과 관련이 있다. 장 점막에서 CYP1A1의 높은 활성은 섭취된 벤조(a)피렌의 상당량이 문맥혈과 체순환으로 유입되는 것을 막는 것으로 보인다. 장(간이 아닌) 해독 기전은 박테리아 표면 성분을 인식하는 수용체(TLR2)에 의존하는 것으로 보인다.
벤조(a)피렌과 폐암 발생의 연관성을 뒷받침하는 증거가 존재한다.
2014년 2월, NASA는 우주에서 벤조피렌을 포함한 다환방향족 탄화수소(PAH)를 추적하기 위한 대폭 업그레이드된 데이터베이스를 발표했다. 과학자들에 따르면, 우주 탄소의 20% 이상이 PAH와 연관되어 있을 수 있으며, 이는 생명체 형성의 초기 물질로 추정된다. PAH는 빅뱅 이후 수십억 년이 지난 후에 생성된 것으로 보이며, 우주 전역에 널리 분포하고 있으며, 새로운 항성과 외계 행성 생성과 관련이 있다.

## 같이 보기
- 벤조(a)피렌
- 벤조(e)피렌